# Rockville (Maryland)
Rockville – miasto w stanie Maryland, w Stanach Zjednoczonych, siedziba administracyjna hrabstwa Montgomery. Nazwa miasta pochodzi od nazwy pobliskiego potoku Rock Creek.
Rockville jest domem dla jednej z największych chińskich społeczności w Maryland, a także centrum społeczności żydowskiej w Waszyngtonie, z kilkoma synagogami i koszernymi restauracjami.
W tym mieście ma swój sklep Polka Anna Fortney o nazwie Kiełbasa Factory.

## Historia

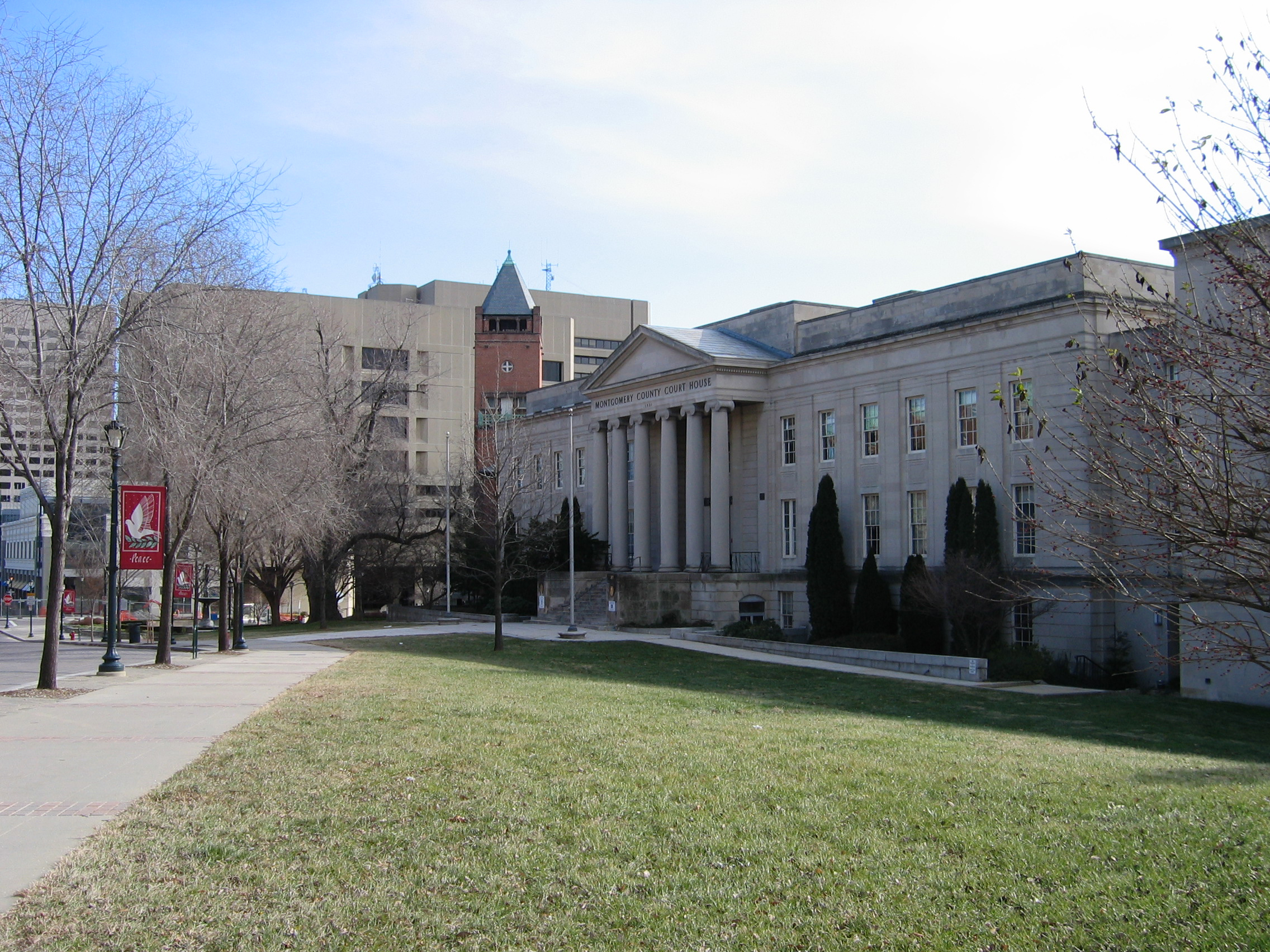
Współczesny budynek sądu hrabstwa Montgomery w Rockville

Współczesna historia Rockville sięga początków XVIII wieku. Osada zyskała na znaczeniu w 1776 roku w wyniku utworzenia hrabstwa Montgomery. Mimo że Rockville było małą osadą, to jej położenie w centrum nowego hrabstwa oraz przy głównych szlakach transportowych spowodowało, że osada została wybrana na jego siedzibę. W tym okresie osada składała się z zaledwie kilkunastu domostw, gospody, sądu oraz więzienia i była znana początkowo jako „Montgomery Court House”, a następnie jako Williamsburg.
Miasto uzyskało oficjalnie swoją obecną nazwę w roku 1801 i pochodzi ona od nazwy pobliskiego potoku Rock Creek. Przez większość XIX wieku Rockville pozostawało niewielką osadą. Populacja wzrosła z ok. 200 w roku 1800 do ok. 400 w roku 1846. Przełomowe wydarzenie dla rozwoju miasta miało miejsce w roku 1873, gdy wybudowana została linia kolejowa łącząca miasto z Waszyngtonem. W roku 1900 Rockville liczyło 1110 mieszkańców i liczba ta wzrosła do 2047 w roku 1940. Prawdziwy rozwój miasta nastąpił jednak w okresie po II wojnie światowej.
Wraz ze wzrostem ludności miasta zmienił się także jego charakter. Z małej, rolniczej osady miasto zamieniło się w stosukowo kosmopolityczne miasto. Rząd federalny w Waszyngtonie jest największym pracodawcą dla mieszkańców Rockville, ale miasto jest również siedzibą znaczącego centrum badawczego i wielu znaczących przedsiębiorstw. W mieście znajduje się kilka zabytków wpisanych do narodowej listy miejsc o znaczeniu historycznym (ang. National Register of Historic Places), między innymi stary kościół i cmentarz przy rzymskokatolickiej parafii Świętej Marii, gdzie pochowany jest między innymi znany pisarz amerykański Francis Scott Fitzgerald.

## Demografia
Według szacunków amerykańskiego Biura Spisu Ludności (ang. United States Census Bureau) populacja Rockville wzrosła w latach 2010–2020 o 9,7% do 67 117 mieszkańców. Według danych z 2021 roku, 47,7% ludności Rockville stanowiły białe społeczności nielatynoskie, 20,6% było rasy azjatyckiej, 16% to Latynosi, oraz 10,4% stanowili Afroamerykanie lub osoby czarnoskóre.

## Gospodarka
Przeciętny dochód na rodzinę w roku 2000 wynosił 79 051 dolarów US, zaś dochód na głowę mieszkańca wynosił 30 518 dolarów US.

## Edukacja
Spośród ludności w wieku powyżej 25 lat, 92,5% ma ukończoną co najmniej szkołę średnią, a 65,3% populacji w tym wieku posiada dyplom uczelni wyższej. O międzynarodowym charakterze miasta świadczy fakt, że 33,5% mieszkańców Rockville urodziło się poza granicami Stanów Zjednoczonych i 44,4% mieszkańców używa w domu języka innego niż język angielski.

## Miasta partnerskie
- Pinneberg, Niemcy
- Yilan, Tajwan